# 405571 Erdospal
405571 Erdospal este o planetă minoră (asteroid) din Mars-crossing asteroid⁠(d). A fost descoperită pe 31 august 2005 la Piszkéstetői Obszervatórium⁠(d) de  și a fost numită după Paul Erdős. 
Obiectul prezintă o orbită caracterizată de o semiaxă mare de 1,7838346695886 UAi, o excentricitate de 0,13930529569878, o înclinație de 21,488772785131 ° în raport cu ecliptica.